# تری‌ام
شرکت 3M، تری‌ام یا ۳اِم (NYSE: MMM)، که پیش‌تر با نام شرکت تولیدی و معدن‌کاری مینه‌سوتا شناخته می‌شد، شرکت آمریکایی چندملیتی مستقر در میپل‌وود، مینه‌سوتا یکی از حومه‌های سنت پل می‌باشد.
آن‌ها با بیش از ۷۶،۰۰۰ کارمند بیش از ۵۵،۰۰۰ محصولات مختلف از جمله: چسب، مواد ساینده، ورقه، حفاظت از آتش منفعل، محصولات دندان، مواد الکترونیکی، محصولات پزشکی، مدارات الکترونیکی و ماسک و فیلم‌های نوری تولید می‌کنند. تری‌ام در بیش از ۶۰ کشور دنیا—۲۹ شرکت بین‌المللی با عملیات تولید، و ۳۵ آزمایشگاه—محصولات و اجرا دارد. محصولات ۳اِم برای خرید از طریق توزیع‌کنندگان و خرده فروشان در بیش از ۲۰۰ کشور حاضر است و همچنین بسیاری از محصولات 3M به صورت آنلاین و به‌طور مستقیم از شرکت در دسترس هستند.